# Podwójny standard

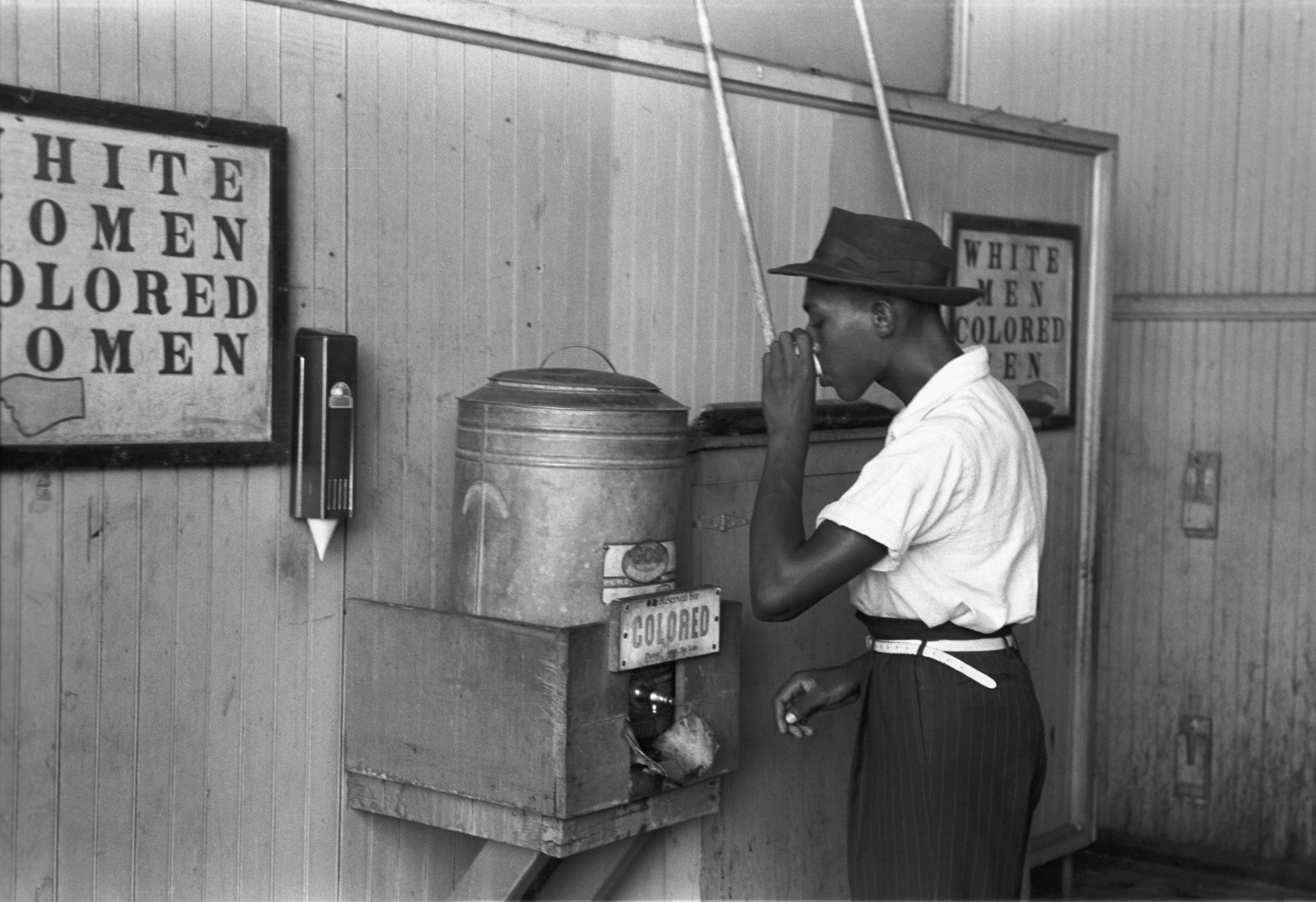
Wodopój dla "kolorowych" i białych, Oklahoma City (1939)

Podwójny standard – stosowanie różnych zasad w sytuacjach, które są z zasady identyczne. Podwójny standard jest często używany do opisania przewagi, która jest przyznawana jednej stronie nad drugą. Powstaje, gdy co najmniej dwie osoby, okoliczności lub zdarzenia są traktowane inaczej, podczas gdy powinny być traktowane w ten sam sposób. Margaret Eichler, autorka The Double Standard: A Feminist Critique of Feminist Social Science wyjaśnia, że podwójny standard oznacza, że dwie takie same rzeczy są mierzone według różnych standardów.
Rola, jaką płeć odgrywa w określaniu moralnego, społecznego, politycznego i prawnego kontekstu ludzi, jest od dawna dyskutowana i często kontrowersyjna. Niektórzy uważają, że różnice w sposobie postrzegania i traktowania mężczyzn i kobiet są funkcją norm społecznych i środowiskowych, wskazując tym samym na podwójne standardy. Jedna z często dyskutowanych kwestii dotyczy stwierdzenia, że istnieją podwójne standardy w społecznej ocenie zachowań seksualnych kobiet i mężczyzn. Badania wykazały, że przypadkowa aktywność seksualna jest postrzegana jako bardziej akceptowalna dla mężczyzn niż dla kobiet.
Uważa się, że podwójne standardy rozwijają się w umysłach ludzi z wielu możliwych powodów, takich jak: znalezienie wymówki dla siebie, emocji przysłaniających osąd, przekręcanie faktów w celu poparcia przekonań, takich jak uprzedzenia dotyczące potwierdzenia, uprzedzenia poznawcze, uprzedzenia dotyczące przyciągania, uprzedzenia lub pragnienie posiadania racji. Ludzie mają tendencję do oceniania działań ludzi, z którymi wchodzą w interakcje, na podstawie tego, kto je zrobił. W badaniach przeprowadzonych w 2000 roku, dr Martha Foschi zaobserwowała zastosowanie podwójnych standardów w testach kompetencji grupowych. Doszła następnie do wniosku, że cechy statusu, takie jak płeć, pochodzenie etniczne i klasa społeczno-ekonomiczna, mogą stanowić podstawę do tworzenia podwójnych standardów, w których stosuje się bardziej rygorystyczne standardy w odniesieniu do osób, które są postrzegane jako mające „niższy” status. Dr Foschi zwróciła również uwagę na to, w jaki sposób podwójne standardy mogą się kształtować w oparciu o inne społecznie cenione cechy, takie jak uroda, moralność i zdrowie psychiczne.